# Ogcodes jacutensis
Ogcodes jacutensis är en tvåvingeart som först beskrevs av Pleske 1930.  Ogcodes jacutensis ingår i släktet Ogcodes och familjen kulflugor. Inga underarter finns listade i Catalogue of Life.